# Fran González
Francisco Javier González Pérez, mais conhecido como Fran (Ribeira, 14 de julho de 1969), é um ex-futebolista espanhol que atuava como meio-campista.

## Carreira
Recordista de jogos na equipe galega com 628 partidas, esteve durante a geração mais vitoriosa do clube, que ficou conhecida como Superdepor e depois Eurodepor, conquistando o único título da La Liga do clube em 1999/2000 e cinco títulos de copas nacionais. No ambito europeu fez boas participações na Champions League e na Copa da UEFA.
Aposentou-se em 2005, com 35 anos de idade e 17 anos de clube.

## Títulos Nacionais
- 1 Liga da Espanha (1999/2000)
- 2 Copa do Rei (1994/95 e 2001/02)
- 3 Supercopas da Espanha (1995, 2000 e 2002)

## Competições europeias
- Melhor classificação na Liga dos Campeões da UEFA: Semifinal (temporada 2003/04)
- Melhor clasificação na Recopa Europeia: Semifinal (temporada 1995/96)
- Melhor clasificação na Copa da UEFA: Oitavas de final (três ocasiões)